# Hugo Schäffer
Hugo Schäffer est un homme politique allemand, né le 13 juin 1875 à Bad Mergentheim (Royaume de Wurtemberg) et mort le 25 août 1945 à Stuttgart.
Il est ministre du Travail en 1932.